# Steniodes nennuisalis
Steniodes nennuisalis là một loài bướm đêm trong họ Crambidae.